# The Variant
«The Variant» (en español, «La variante») es el segundo episodio de la primera temporada de la serie de televisión estadounidense Loki, basada en el personaje Loki de Marvel Comics. Sigue una versión alternativa del personaje que no puede regresar a su propia línea de tiempo y ahora está trabajando con la Autoridad de Variación Temporal (AVT) para cazar una variante fugitiva de sí mismo. El episodio está ambientado en el Universo cinematográfico de Marvel (UCM), compartiendo continuidad con las películas de la franquicia. Fue escrito por Elissa Karasik y dirigido por Kate Herron.
Tom Hiddleston repite su papel de Loki de la saga cinematográfica, con Sophia Di Martino, Gugu Mbatha-Raw, Wunmi Mosaku, Eugene Cordero, Tara Strong y Owen Wilson también como protagonistas. Herron se unió a la serie en agosto de 2019. La filmación se llevó a cabo en Pinewood Atlanta Studios, y localizaciones en el área metropolitana de Atlanta.
«The Variant» se estrenó en Disney+ el 16 de junio de 2021. Los críticos elogiaron el giro final del episodio.

## Trama
Loki se une a una misión de la Autoridad de Variación Temporal (AVT) al sitio de un ataque de la variante fugitiva de él en 1985 Oshkosh, Wisconsin. Encuentran que la agente Hunter C-20 ha sido secuestrada, pero Loki descarrila la misión deteniéndose e intentando negociar su camino para conocer de inmediato a los Guardianes del Tiempo, quienes crearon AVT y la línea de tiempo sagrada. También solicita garantías de que no lo matarán después de que la Variante sea capturada. Mobius se da cuenta de que Loki está mintiendo acerca de que la variante está cerca, por lo que AVT restablece esta línea de tiempo ramificada.
De vuelta en la sede de  AVT, la jueza Renslayer se opone a la participación de Loki, pero Mobius la convence de que le dé a Loki otra oportunidad. Después de investigar archivos de AVT y conocer el Ragnarok de Asgard, Loki teoriza que la Variante se esconde cerca de eventos apocalípticos donde pueden pasar desapercibidos por AVT porque nada de lo que hacen puede cambiar la línea de tiempo allí. Loki y Mobius prueban esta posibilidad visitando Pompeya en el 79 d. C., donde Loki advierte a los lugareños sobre la próxima erupción del Vesubio sin cambiar la línea de tiempo. Usando una pista obtenida previamente de 1549 Aix-en-Provence después de uno de los ataques de la Variante, Loki y Mobius deducen que la Variante se esconde durante un huracán en 2050, Alabama. En el refugio contra huracanes de la supertienda Roxxcart, Loki, Mobius y los agentes de la AVT son emboscados por la Variante, que posee los cuerpos de Hunter B-15 y otros lugareños.
Mientras Loki se involucra con la Variante, los otros agentes encuentran a una Hunter C-20 angustiada, quien revela que había revelado la ubicación de los Guardianes del Tiempo. La Variante se revela como una encarnación femenina de Loki y rechaza su oferta de derrocar a los Guardianes del Tiempo juntos. En cambio, activa y envía varios cargos de reinicio de tiempo robado a varias ubicaciones y puntos a lo largo de la línea de tiempo sagrada, creando numerosas líneas de tiempo ramificadas y desordenando la AVT. Ella se teletransporta, con Loki siguiéndola.

## Producción

### Desarrollo
Para septiembre de 2018, Marvel Studios estaba desarrollando una serie limitada protagonizada por Loki de Tom Hiddleston de las películas del Universo cinematográfico de Marvel (UCM). El CEO de Disney, Bob Iger, confirmó que Loki estaba en desarrollo en noviembre. Kate Herron fue contratada para dirigir la serie en agosto de 2019. Herron y el guionista Michael Waldron son productores ejecutivos junto a Kevin Feige, Louis D'Esposito, Victoria Alonso y Stephen Broussard de Hiddleston y Marvel Studios. El segundo episodio, titulado «The Variant», fue escrito por Elissa Karasik.

### Escritura
Owen Wilson habló sobre la creciente amistad entre Mobius M. Mobius y Loki, y dijo que aunque la relación es «irregular», fue «bien ganada en el sentido de que realmente se sometieron el uno al otro a través de cosas que son extenuantes y molestas» y ambos han una admiración mutua por el otro. Hiddleston agregó que Mobius es capaz de confrontar a Loki «sin juzgar o sin ningún tipo de inversión emocional» y desafiarlo intelectualmente. Su relación también se basa en información, ya que Loki tiene conocimiento de la Variante, mientras que Mobius puede darle información a Loki sobre la Autoridad de Variación Temporal (AVT). Revelar a Sophia Di Martino como la variante en el episodio fue la forma de Waldron de continuar «construyendo el emocionante viaje» de la serie, ya que su introducción «reorganizaría el mazo del programa» en el futuro. Herron sintió que «The Variant» era el primer capítulo de la serie, después de que «Glorious Purpose» actuó más como un prólogo.

### Casting
El episodio está protagonizado por Tom Hiddleston como Loki, Sophia Di Martino como La variante, Gugu Mbatha-Raw como Ravonna Renslayer, Wunmi Mosaku como Hunter B-15, Eugene Cordero como Casey, Sasha Lane como Hunter C-20, Tara Strong como la voz de Miss Minutos y Owen Wilson como Mobius M. Mobius.: 49:49–50:29  También aparecen Neil Ellice como Hunter D-90, la comediante Kate Berlant como Ren Faire Woman y varios actores que interpretan a transeúntes controlados por la variante: Lucius Baston como comprador masculino, Austin Freeman como Randy y Hawk Walts como hoss rural.: 51:15  Herron, un fanático de la comedia, estaba buscando comediantes que sería divertido incluirlo en la serie, y se acercó a Berlant para aparecer; Berlant estuvo de acuerdo, creyendo que el papel sonaba «realmente divertido».

### Filmación
La filmación tuvo lugar en los estudios Pinewood Atlanta en Atlanta, Georgia,: 9  con la dirección de Herron, y Autumn Durald Arkapaw como directora de fotografía.: 2  La filmación en locaciones se llevó a cabo en área metropolitana de Atlanta, incluso en el Atlanta Marriott Marquis, que se utilizó para la sede de la TVA, y una tienda de descuento vacante en Georgia para Roxxcart.: 10  David Fincher fue una influencia en la serie para Herron y Arkapaw; el enfoque que adoptaron para filmar a Loki leyendo archivos durante el episodio fue una referencia a Seven (1995). Herron esperaba que los distintos lugares de la historia se sintieran arraigados y no "brillantes". Por ejemplo, eligió hacer que la feria del Renacimiento sea "fangosa" en contraposición a la "versión brillante y chicle" de la década de 1980, y la tienda Roxxcart en 2050 un recordatorio de los horrores de los apocalipsis, como el calentamiento global. Herron sintió que Roxxcart, que está ambientada en 2050, era una forma divertida de continuar el oscuro sentido del humor de la serie al mostrar productos extremadamente caros como resultado de la inflación.: 10  Sin embargo, Pompeya se intensificó desde la perspectiva de Loki. y la ubicación se usó para mostrarle resolviendo dónde se escondía la variante.
Hunter B-15 le quitó los cuchillos a Loki fue uno de los momentos finales de la serie. Mientras Mosaku, Wilson e Hiddleston ensayaron el momento, pudieron averiguar el momento perfecto que se necesitaba. Ryan Parker de The Hollywood Reporter sintió que Loki al ver a la Variante transferir sus poderes entre las personas tocándolas era un homenaje directo a la película Fallen (1998), que presenta una escena y secuencia similar. Cuando la Variante posee Hunter B-15 en esta secuencia, Mosaku basó su actuación en la de Hiddleston ya que el público no sabía que la Variante no era el "Loki clásico" en ese momento. Dijo que la secuencia se filmó durante muchos días. La interrupción de la producción debido a la pandemia de COVID-19 le permitió a Herron ajustar parte del material que ya había sido filmado para ayudar con el tono de la serie. Parte del nuevo material agregado una vez que se reanudó la producción incluyó "fragmentos de TVA", como la charla de Loki y Mobius sobre religión y la metáfora de la ensalada de Loki para su teoría sobre los apocalipsis. Los efectos visuales para el episodio fueron creados por Crafty Apes, Method Studios, Cantina Creative, Luma Pictures, Rodeo FX, FuseFX y Rise.: 52:25–52:45 

### Música
La "Suite No. 3 en Re mayor, BWV 1068" de Johann Sebastian Bach aparece en el episodio, una referencia adicional de Herron a Seven ya que también apareció en esa película. También se usó en el episodio "18 Morceaux, Op. 72: No. 2. Berceuse" de Pyotr Ilyich Tchaikovsky interpretada por la jugadora de theremin, Clara Rockmore y su hermana, la pianista Nadia Reisenberg;: 52:55  esta pista fue en la lista de reproducción que Herron había creado cuando presentó su tono para la serie y el theremin fue uno de los instrumentos por los que ella y la compositora de la serie Natalie Holt se sintieron atraídas para la partitura de la serie. "Holding Out for a Hero" de Bonnie Tyler también aparece al comienzo del episodio.

## Marketing
Después del lanzamiento del episodio, Marvel anunció productos inspirados en el episodio como parte de su promoción semanal "Marvel Must Haves" para cada episodio de la serie, incluidos Funko Pops de Ravonna Renslayer, Miss Minutes y Hunter B-15, un Loki Hot Toys; figura, indumentaria y accesorios de cosbaby. Marvel también lanzó un póster promocional de «The Variant», que incluía una cita del episodio.

## Lanzamiento
«The Variant» fue lanzado en Disney+ el 16 de junio de 2021.

## Recepción
El sitio web del agregador de reseñas, Rotten Tomatoes informó una calificación de aprobación del 94% con una puntuación promedio de 7.62/10 basada en 33 reseñas. El consenso crítico del sitio dice: "Después de un estreno de gran exposición, es un poco sorprendente lo mucho que tiene que ver «The Variant», pero un giro rápido lleva rápidamente la historia a un hiperimpulso".
Alan Sepinwall de Rotten Tomatoes sintió que después de la preparación de la serie requerida en el primer episodio, «The Variant» permitió que la serie "se adaptara" a ser "un programa policial que viaja en el tiempo". Sepinwall esperaba que esto no fuera la totalidad de la serie, y creía que al final del episodio solo sería un aspecto de Loki. Sintió que la secuencia de Roxxcart era "más lenta que tensa a veces", pero al presentar a Di Martino sugirió que "se avecinan momentos divertidos". El diseño de producción de la AVT siguió destacando para Sepinwall, llamándolo la "parte más impresionante de todo el programa". Dando al episodio un 7 sobre 10, Siddhant Adlakha de IGN dijo que los momentos de comedia de la serie continuaron "en el punto", mientras que "su presunción dramática todavía se siente a medias". Al igual que Sepinwall, sintió que la serie estaba estableciendo su tono, indicando entre los diversos escenarios, vestuario y tiempos y movimientos de los actores, Loki se sentía como "un híbrido entre la comedia de situación de la policía y el lugar de trabajo", comparando algunas de las escenas de Loki aprendiendo en la AVT los cortometrajes de falso documental de Team Thor. Las escenas en Roxxcart vieron a los diversos actores interpretando la Variante "masticando el escenario de una manera encantadora" que era "increíblemente ridícula, de la mejor manera posible". Adlakha agregó que esta escena "se inclina hacia el horror consciente de sí mismo, pero también establece cuán minúsculo es el plan de Loki para destronar a los Guardianes del Tiempo, en comparación con el plan de la Variante".
Revisando el episodio de The A.V. Club, Caroline Siede creía que era "un poco divertido" que The Falcon and the Winter Soldier hubiera sido descrito como un "programa de policías amigos" cuando esa descripción era más apropiada para Loki ya que Hiddleston y Wilson tenían una "dinámica mucho más interesante". «The Variant» hizo un mejor trabajo al establecer la premisa de la serie que el episodio de estreno según Siede, aunque todavía tenía mucha exposición y un humor menos subversivo como estreno. Las largas escenas de diálogo, particularmente las de Loki y Mobius, que comenzaron con motos de agua y terminaron con la naturaleza de la existencia, fueron un punto culminante ya que hizo que todos los personajes "se sintieran más vividos". Para Siede, la revelación de Di Martino confirmó que la serie estaría "llena de giros y revelaciones", y ver a la Variante explotar la línea de tiempo sagrada fue "un emocionante suspenso" que sugirió que la serie no tendría simplemente una estructura de procedimiento y aún no se había revelado quiénes serían en realidad los héroes y villanos. Siede le dio al episodio una "B+". En un resumen del episodio, Andy Welch de The Guardian calificó la química en pantalla entre Hiddleston y Wilson como la "mayor fortaleza" de la serie, y dijo que su "relación del gato y el ratón" era una reminiscencia de la de Frank Abagnale Jr. y Carl Hanratty en Atrápame si puedes (2002). Welch también opinó que la confrontación de Loki con la variante pícara de sí mismo fue "agradable y brillantemente interpretada por Hiddleston". Escribiendo para Entertainment Weekly, Lauren Morgan dijo: "El segundo episodio sigue teniendo mucha exposición, lo cual es un poco preocupante ya que solo hay seis, pero la sorpresa al final de este promete acelerar la trama."